# Музей памяти (Росарио)
Музей памяти (исп. Museo de la Memoria, Rosario) — муниципальный исторический и художественный музей в аргентинском городе Росарио, основанный в 1998 и открытый в 2010 году; специализируется на экспозициях, посвящённых политическому насилию и государственному террору в Аргентине в 1970-х и 1980-х годах; проводит временные исторические и художественные выставки, в том числе и произведений современного искусства, связанных с темами насилия и терроризма.

## История и описание
Муниципальный музей памяти (Museo de la Memoria) был создан в Росарио в 1998 году; целью его создания было расширения доступа к знаниям и исследованиям в области прав человека как в регионе и Аргентине, так и в Латинской Америке и в мире, в целом. Военная диктатура в Аргентине стала главной темой музейной экспозиции и его исследовательской деятельности: музей полагает, что «защищает память о мужчинах и женщинах», ставших жертвами государственного террора периода «Грязной войны»
С декабря 2010 года музей занял своё нынешнее здание — бывший штаб командования 2-го армейского корпуса армии страны; офицеры и солдаты корпуса были активными участниками событий 1970-х и 1980-х годов. Музей предлагает широкой публике постоянную экспозицию с работами, созданными известными художниками, родившимися или работавшими в городе Росарио; один из залов отведён под временную выставку. Музей также управляет документальным центром и специализированной библиотекой, хранящей более чем 3500 книг и периодических издания по теме. В состав музея входит образовательная зона и аудиторию вместимостью в 120 человек.
С момента своего образования музей подписал многочисленные соглашения о сотрудничестве и партнерские договора с академическими учреждениями страны и мира; он сотрудничает с аналогичными учреждениями в Латинской Америке и Европе «в целях восстановления исторической памяти». Музей является членом международной коалиции «Coalición Internacional de Sitios de Conciencia», сети институтов памяти «Red de Sitios de Memoria Latinoamericanos y Caribeños» (RESLAC) и государственного секретариата по правам человека. В рамках своих временных выставок музей демонстрирует как документальные собрания, так и художественные произведения. Так в 2012 году в его стенах прошла групповая выставка современных художников «Tinta libre. Historias grabadas en la piel», а в конце 2011 года он проводил выставку о влиянии многолетней гражданской войны на современное искусство Гватемалы — «Guatemala: Culture and Resistance».